# Takumi Nagaishi
Takumi Nagaishi (jap. 永石 拓海, Nagaishi Takumi; * 16. Februar 1996 in der Präfektur Fukuoka) ist ein japanischer Fußballspieler.

## Karriere
Takumi Nagaishi erlernte das Fußballspielen in der Jugendmannschaft des Murushi FC, den Schulmannschaften der Kokufu Jr. High School und der Takagawa Gakuen High School sowie in der Universitätsmannschaft der Universität Fukuoka. Von Juli 2015 bis Januar 2016 wurde er von der Universität Fukuoka an den Erstligisten Sagan Tosu nach Tosu ausgeliehen. Cerezo Osaka lieh ihn von Mai 2017 bis Januar 2018 aus. Mit dem Club stand er im Finale des J. League Cup und des Emperor’s Cup. Nach Leihende wurde er von Osaka Anfang 2018 fest verpflichtet. Der Verein aus Osaka, einer Stadt in der Präfektur Osaka, spielte in der ersten Liga des Landes, der J1 League. 2018 wurde er elfmal in der U23–Mannschaft eingesetzt. Die U23 spielte in  der dritten Liga, der J3 League. 2019 wurde er an Renofa Yamaguchi FC ausgeliehen. Die Mannschaft aus Yamaguchi spielte in der zweiten Liga, der J2 League. Hier kam er jedoch nicht zum Einsatz. 2020 kehrte er nach der Ausleihe nach Osaka zurück. 2020 kam er fünfmal in der U23-Mannschaft zum Einsatz. Anfang 2021 wechselte er auf Leihbasis zum Erstligaaufsteiger Avispa Fukuoka nach Fukuoka. Hier kam er jedoch nicht zum Einsatz. Nach der Ausleihe wurde er von Avispa am 1. Februar 2022 fest unter Vertrag genommen. Am 4. November 2023 stand er mit Avispa im Finale des Ligapokals. Hier besiegte man die Urawa Red Diamonds mit 2:1.

## Erfolge
Cerezo Osaka
- Japanischer Pokalsieger: 2017
- Japanischer Ligapokalsieger: 2017

Avispa Fukuoka
- Japanischer Ligapokalsieger: 2023